# Parco di Monza
Il Parco di Monza è uno tra i maggiori parchi storici europei. Una delle sue caratteristiche principali è di aver conservato la cinta muraria originale di circa 14 km. Questa peculiarità ne fa il terzo parco cintato da mura più grande d'Europa dopo il Parco di Chambord con 32 km e il Parco naturale La Mandria con i suoi 30 km. Ha una superficie di 732 ettari ed è situato a nord della città, tra i comuni di Monza, Villasanta, Vedano al Lambro e Biassono. Con i Giardini Reali, il Parco di Monza costituisce un complesso di particolare valore paesaggistico, storico e architettonico, incluso nel più ampio Parco regionale della Valle del Lambro. Dal 1922 ospita al suo interno l'autodromo nazionale di Monza, uno dei più importanti e prestigiosi circuiti automobilistici al mondo.

## Storia

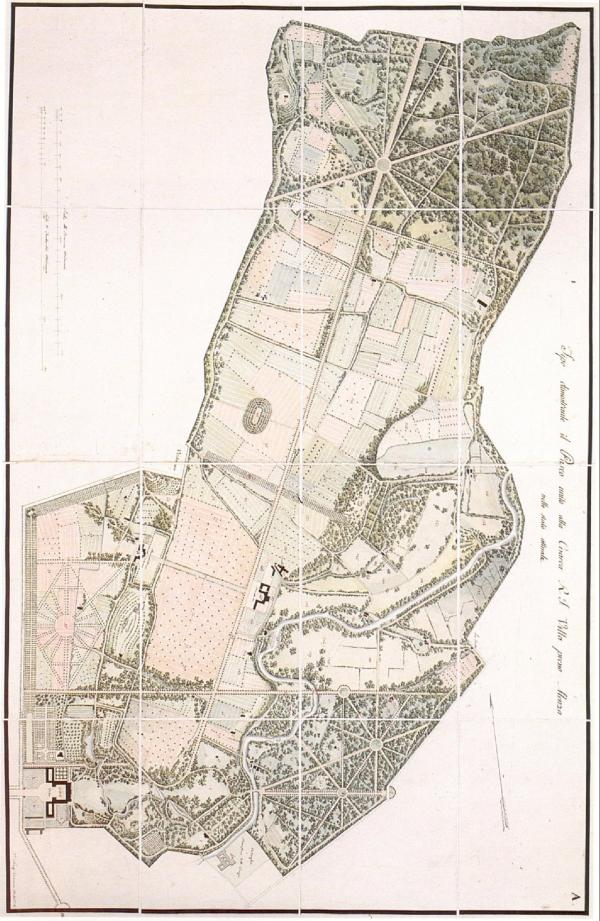
Pianta del Canonica raffigurante il futuro parco (1805 circa).

### La costituzione del parco
Il parco fu voluto da Eugenio di Beauharnais, figliastro di Napoleone e viceré del Regno d'Italia, come complemento alla Villa Reale costruita alcuni decenni prima per volontà del governo austriaco. Venne costituito ufficialmente con decreto napoleonico il 14 settembre 1805 in estensione ai già esistenti Giardini Reali. Il progetto fu affidato all'architetto Luigi Canonica e a Luigi Villoresi; i lavori iniziarono nel 1806 e terminarono nel 1808.
Il parco nacque fondamentalmente come una tenuta modello che conciliava il soggiorno suburbano del sovrano alla possibilità di disporre di una riserva di caccia personale. Sono diverse tuttavia le ipotesi sulla reale esigenza che portò alla sua realizzazione; secondo Francesco Rephisti, la fondazione del parco poteva essere vista come la predisposizione di una grande riserva territoriale a pochi chilometri da Milano, allora capitale del Regno d'Italia, pronta ad accogliere in caso di esigenza grossi contingenti militari. Ad avvalorare quest'ipotesi ci sarebbe stato il corposo allevamento reale di cavalli alla Villa Pelucca, a Sesto San Giovanni. Secondo Cinzia Cremonini, la villa e il parco rientravano invece in un più complesso disegno, volto ad esaltare la grandezza dell'Imperatore, del quale Eugenio di Beauharnais era l'erede.
Dal punto di vista territoriale, il parco si estendeva inizialmente fino alla Santa - al tempo frazione di Monza, oggi parte del comune di Villasanta - e a Vedano, includendo al suo interno le importanti proprietà dei Durini, a cui appartenevano Villa Mirabello e Villa Mirabellino. Già nel 1806 venne acquisita un'ulteriore fascia terrazzata di circa 5 km a nord-ovest di Monza, facente parte dei comuni di Monza, Vedano e Biassono, procedendo subito dopo alla costruzione del muro di cinta, utilizzando, tra l'altro, i resti delle mura medievali della città. Intorno al 1808 il parco di Monza diventa così il più esteso parco cintato d'Europa, con un muro di recinzione lungo 14 km, raggiungendo così l'estensione di circa 14.000 pertiche (all'incirca 9 km²) che comprendeva edifici preesistenti (ville, mulini e cascine), strade, aree agricole e aree boschive - quasi un compendio del territorio agricolo lombardo.
A partire da questi anni il Canonica cominciò ad elaborare un ardito e complesso progetto, volto ad armonizzare le architetture presenti all'interno del parco col parco stesso, in un sistema quasi teatrale con cui conferissero bellezza e regalità alla tenuta. L'architetto lavorò personalmente a diversi progetti di realizzazione o trasformazione di vari edifici, compito che sarebbe stato in seguito sviluppato e portato a termine dal suo successore Giacomo Tazzini, qui attivo fra il 1818 e il 1848, in concomitanza con gli anni del soggiorno monzese dell'arciduca Ranieri Giuseppe d'Asburgo-Lorena.

#### Territorio e Comuni
Per la realizzazione del parco vengono comprati terreni vasti circa 5 km² dai proprietari locali, principalmente la chiesa e le famiglie nobili (come i Durini e i Gallarati Scotti) dal 1805 al 1808, mentre il decreto del 14 settembre 1805 consentì l'acquisizione dei terreni prescelti per la formazione del Regio Parco al tempo appartenenti ai Comuni di Monza, Vedano al Lambro e Biassono.
L'originaria dislocazione dei confini di tali Comuni seguiva la disposizione degli appezzamenti di terreno e delle relative proprietà, risalenti sostanzialmente al Catasto Teresiano; dopo la realizzazione del Parco e la risistemazione del verde, coi viali prospettici e il distinguo fra le aree boschive e le aree agricole, si rivelò però impossibile individuare i confini originali delle suddivisioni catastali. In virtù di ciò, già dal 1872 si pensò ad una rettifica dei confini, di modo che fossero più facilmente individuabili. I nuovi confini rettificati furono ufficializzati soltanto il 24 febbraio 1899, alla presenza delle Commissioni censuarie, delle Giunte Municipali dei comuni interessati, oltre che degli ingegneri Luigi Tarantola per la Real Casa e Emilio Rigatti per il Catasto. Dal verbale redatto, si evince come il confine fra Biassono e Vedano al Lambro, quello che aveva subito la più sostanziale modifica (quello con Monza seguiva in larga parte il corso del fiume Lambro, e subì solo una trascurabile regolarizzazione nella seconda metà, nella tratta con Vedano al Lambro), partendo dalla sponda destra del Lambro proseguisse per il viale della Fagianaia, passando per il viale dei Platani (parallelamente quindi al viale dei Cervi e al viale del Serraglio), andando ad incontrare il viale delle Noci e continuando fino al muro di recinzione del Parco, da cui riprendeva il tracciato storico costeggiando il parco di Villa Litta Bolognini Modignani. I viali a cui si fa riferimento sono stati per la maggiore incorporati all'interno della superficie occupata successivamente dall'Autodromo, e oggi costituiscono solo un ricordo storico.
In quell'occasione la frazione della Santa cercò senza successo di distaccarsi dal Comune di Monza per unirsi a quello di Villa San Fiorano. In risposta, Monza chiese l'annessione della stessa Villa San Fiorano. La situazione rimase invariata, pur continuando ad alimentare un certo dibattito e risentimento tra le popolazioni dei comuni interessati. Nel 1924 La Santa rinnovò le proprie richieste, trovando questa volta una risposta ben più dura da parte di Monza, il cui Commissario Prefettizio in data 1º agosto 1925 chiese non solo l'annessione di Villa San Fiorano, ma anche di Vedano al Lambro e di Biassono. La forte opposizione intentata dapprima solo da Villa San Fiorano e Biassono, in un secondo tempo anche da Vedano al Lambro, parallelamente alla ricostituzione di un'amministrazione comunale anche a Monza, dopo il periodo di commissariamento durante il quale erano maturate le richieste, portarono a un ridimensionamento di queste, che si limitavano ora alla sola acquisizione dei terreni interni al Parco. Anche le nuove richieste monzesi furono contestate sia da Biassono che da Vedano, ma avrebbero trovato attuazione nel successivo Regio Decreto del 29 novembre 1928, pubblicato sulla Gazzetta Ufficiale del Regno il 7 gennaio 1929, che sanciva l'incorporazione del Regio Parco al Comune di Monza da cui veniva distaccata la frazione della Santa che veniva assegnata al Comune di Villa San Fiorano nella nuova municipalità di Villasanta. Tale decreto entrò in vigore ufficialmente il 23 gennaio 1929.

I confini interni al Parco di Monza: Monza (rosso), Vedano al Lambro (giallo), Biassono (verde acqua)
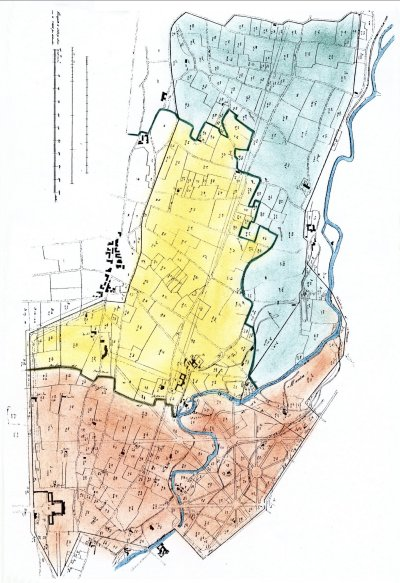
I confini al 1805
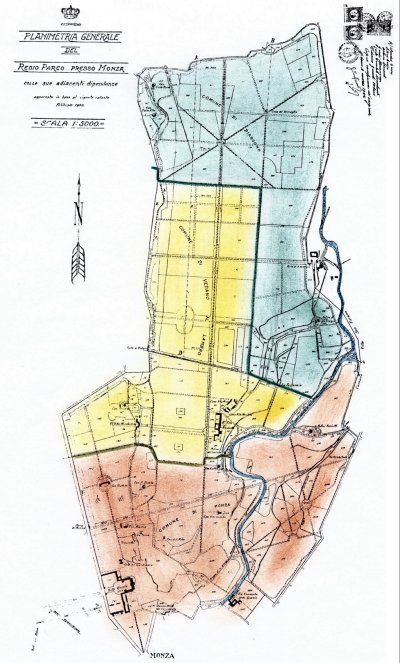
I confini al 1899

### Il periodo austriaco

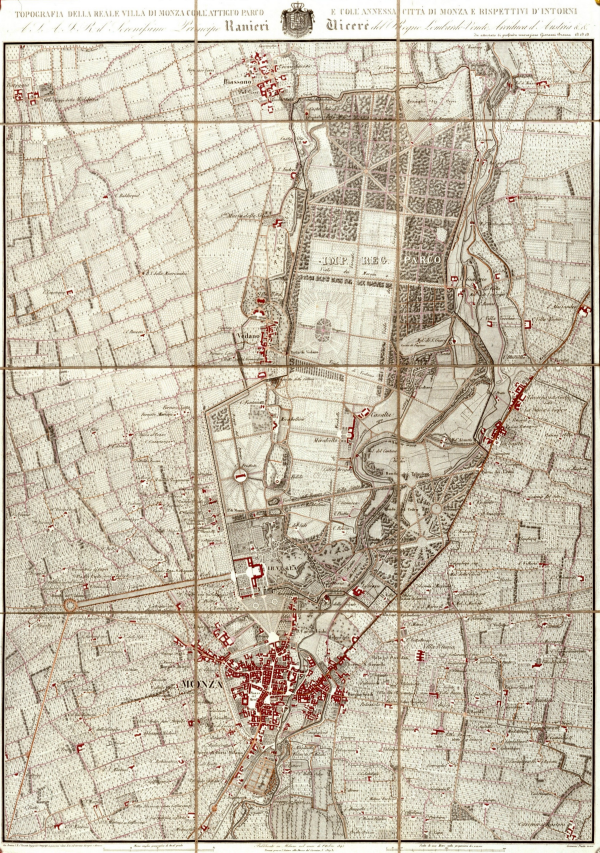
Il parco in una rappresentazione del 1845 di Giovanni Brenna. Si notino la sistemazione originale delle aree in seguito occupate dall'Autodromo e l'impianto dei viali prospettici interni ed esterni al Parco.

L'arciduca Ranieri, nominato viceré del Regno Lombardo-Veneto nel 1818, riprese subito nei possedimenti Asburgici la Villa e le relative pertinenze, cadute in un breve periodo di oblio dopo la fuoriuscita dei francesi nel maggio 1814. Coerentemente con quanto già accadeva a Vienna a quel tempo, aprì per la prima volta al pubblico i Giardini Reali e il Parco, iniziativa particolarmente significativa dal punto di vista simbolico, poiché voleva rappresentare il carattere democratico del nuovo governo austriaco, ben disposto nei confronti degli abitanti di Monza e di Milano. In quegli stessi anni si andavano affermando le idee, diffusesi anche in Italia nei primissimi anni del XIX secolo, dalla manualistica specializzata. Secondo Luigi Mabil le città dovevano sempre disporre - oltre alle piazze - di ulteriori e piacevoli luoghi di ritrovo e passeggio per la popolazione, ricavati - a seconda delle disponibilità - all'interno o all'esterno del perimetro cittadino. Dovevano offrire al cittadino la possibilità di respirare un'aria più salubre nonché immagini e momenti piacevoli, che lo distogliessero dagli affari personali. Coerentemente con tale pensiero, lo stesso Ercole Silva - che già aveva influenzato negli anni precedenti la sistemazione dei giardini - sosteneva l'importanza di questi spazi nella vita quotidiana delle persone, al pari di un vero e proprio bisogno. Queste aree, oltre a sollevare l'individuo dalle afflizioni personali, lo distoglievano dai divertimenti ignobili e pericolosi, educandolo a una maggiore sensibilità e una migliore socialità.
Il Parco e i Giardini Reali sarebbero stati aperti fino al 1º agosto 1857, quando si pensò alla soppressione della colonia agricola ivi insediata, in favore di un ridimensionamento del parco stesso, accompagnato da un maggiore sviluppo delle zone a prato e a bosco. Caduti gli austriaci il progetto non venne mai attuato, e con l'Unità d'Italia nel 1861 venne riaperto al pubblico dai nuovi proprietari, i sovrani della Casa Savoia.

### Dai Savoia alla Seconda guerra mondiale
I Savoia, succeduti agli Asburgo, mostrarono in un primo tempo una sostanziale indifferenza alle vicende del parco e della Villa Reale. Fu solo con l'ascesa al trono di Umberto I nel 1878 che si invertì questa tendenza, inaugurando un periodo di importanti lavori di ristrutturazione e abbellimento, concentrati quasi esclusivamente sulla Villa Reale, nella quale il sovrano amava soggiornare. Nel corso di questo periodo, i principali progetti di interventi inerenti al parco riguardarono le architetture ivi presenti, che sarebbero dovute essere a loro volta ristrutturate e ampliate. Tali progetti rimasero quasi esclusivamente sulla carta, poiché il 29 luglio 1900 Umberto I veniva assassinato nei pressi del parco mentre tornava alla villa, nell'attentato dell'anarchico Gaetano Bresci.

Veduta del parco da un dirigibile nel 1922, con l'autodromo appena realizzato. Si noti in particolare il carattere quasi esclusivamente agricolo, con le poche aree boschive limitate fondamentalmente ai Giardini Reali (a sud) e al Bosco Bello (a nord).

Tale evento condannò il parco e la Villa Reale ad un ventennio di abbandono, terminato in qualche modo con la restituzione delle proprietà al Demanio, avvenuta il 21 agosto 1919, e la successiva donazione delle stesse con Regio Decreto del 3 ottobre 1919 da Vittorio Emanuele III a vari beneficiari. Le aree a nord di viale Cavriga vennero cedute all'Opera Nazionale Combattenti, mentre quelle a sud - con la villa e i giardini - rimasero al Demanio; la Villa Mirabellino fu donata all'Opera Nazionale Orfani Infanti, mentre cinquanta ettari situati al di là del Lambro, insieme con l'attiguo Convento delle Grazie, vennero ceduti alla Scuola Superiore d'Agricoltura di Milano.
L'Opera Nazionale Combattenti, che giudicava la donazione un onere passivo, si attivò ben presto per trovare una nuova destinazione d'uso alle vaste aree che doveva gestire. Molteplici furono le proposte di speculazione emerse fin dall'inizio. Fra queste, una delle più significative fu quella del progetto Giacchi-Viganoni, del 1919, secondo la quale quelle aree si sarebbero trasformate in una moderna città giardino direttamente collegata con Milano (fu prevista anche la costruzione di una stazione ferroviaria all'interno del parco) e dotata di impianti sportivi e di svago all'avanguardia. All'incirca 200 ettari di terreno sarebbero stati destinati alla città giardino principale, circondata da una fascia di verde residua di circa 270 ettari (comprendenti tuttavia anche gli impianti sportivi e di svago) che la separava dal secondo agglomerato abitativo di circa 50 ettari. Un'ottantina di ettari rimanenti sarebbero invece stati occupati dai servizi.

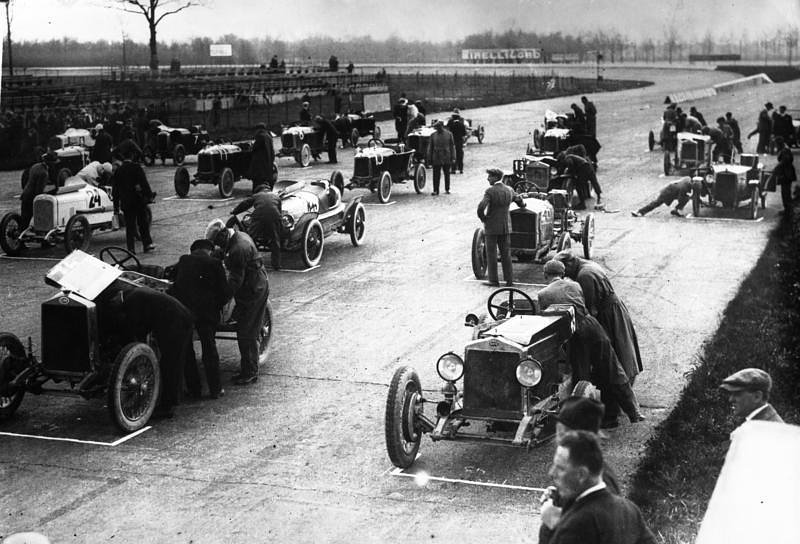
Schieramento di partenza della I Coppa Fiera di Milano, tenutasi il 19 aprile 1925.

Tramontata l'ipotesi del progetto, nel 1920 l'Opera Nazionale Combattenti strinse un accordo con il Consorzio costituito dai comuni di Monza e di Milano, insieme con la Società Umanitaria. Tale consorzio, che perseguiva logiche volte al massimo sfruttamento del parco da un punto di vista economico, diede a sua volta in concessione alcune aree a soggetti che ne avrebbero sconvolto l'originale configurazione. Nel 1922 venne concessa alla SIAS (Società per l'Incremento dell'Automobilismo e Sport) un'area di 370 ettari nella parte nord-occidentale del parco sulla quale, anche grazie alle spinte ricevute dal senatore Silvio Benigno Crespi, presidente della Banca Commerciale Italiana e dell'Automobile Club d'Italia, fu realizzato nel tempo record di 110 giorni l'Autodromo di Monza, terzo circuito automobilistico permanente al mondo in ordine cronologico. Il progetto, affidato all'architetto Alfredo Rosselli e all'ingegnere Piero Puricelli, prevedeva inizialmente un circuito di 14 km, a doppio anello, che sarebbe arrivato a lambire viale Cavriga, ma fu bocciato dal Ministero della Pubblica Istruzione e dalla Commissione per la Conservazione dei Monumenti di Antichità e di Arte della Provincia di Milano, in quanto giudicato eccessivamente invasivo e lesivo dell'integrità del parco.
Il progetto realizzato, relativamente più contenuto, si fonda sulla compenetrazione di due circuiti separati - una pista stradale da 5.500 metri e l'anello d'alta velocità da 4.500 metri - che condividono il rettilineo d'arrivo. Tale soluzione, per quanto non annullasse l'estremo impatto che ebbe l'opera sul parco, consentì quantomeno di ridurre la superficie occupata ed il numero degli alberi da abbattere, al tempo concentrati quasi esclusivamente nell'area del Bosco Bello, avendo il parco un carattere ancora prettamente agricolo. Il circuito si impose come uno dei più celebri e prestigiosi a livello mondiale, costituendo anche il principale motivo di notorietà della città di Monza nel mondo.
L'identificazione del circuito con la città di Monza (e al tempo di Milano) non mancò del resto di costituire motivo di risentimento per alcuni dei Comuni effettivamente interessati dal tracciato della pista, che non vedevano tale realtà adeguatamente comunicata al grande pubblico:
(Emilio Romanò, Blasonium. Memorie storiche e amministrative del Comune di Biassono, 1928-1929)

Una vecchia cartolina raffigurante le tribune dell'Ippodromo.

Sempre nel 1922, anche la SIRE (Società per l'Incoraggiamento delle Razze Equine) ottenne una concessione di circa 100 ettari per la costruzione dell'Ippodromo del Mirabello, completato nel 1924. Sorse in un'area più centrale del parco, posta fra la Villa Mirabello - da cui prese il nome - e la Villa Mirabellino. La realizzazione dell'ippodromo fu meno osteggiata di quella dell'autodromo, giudicato già al tempo di eccessivo impatto ambientale e incompatibile con la natura del parco in cui si trovava. Anche le strutture architettoniche dell'ippodromo, progettate insieme alle due piste dal Vietti-Violi, risultavano molto più armoniose e leggere, essendo realizzate - secondo la moda del tempo - in stile liberty e in legno.
Nel 1928 fu realizzato il campo da golf, in un'area di 90 ettari nella zona nord-orientale del parco, a fianco all'autodromo. Il primo progetto, affidato all'architetto inglese Peter Gannon e all'ex maggiore dell'esercito Cecil Blandford - considerati al tempo fra i migliori golf designer - consisteva in un campo di sole nove buche, che fu ben presto trasformato in un campo a diciotto buche. L'architetto Piero Portaluppi realizzò la club house, per la quale adattò la vecchia Fagianaia Reale.
Nel 1934, la Villa Reale, i Giardini e parte del parco vennero ceduti gratuitamente e in via definitiva ai comuni di Milano e di Monza, che nel 1937 acquistarono anche le aree poste a nord di viale Cavriga, formalmente ancora di proprietà dell'Opera Nazionale Combattenti. Verso la metà degli anni trenta, in seguito ai gravi incidenti automobilistici che si verificavano all'autodromo, cominciarono pesanti interventi di adeguamento e messa in sicurezza del tracciato, accompagnati da polemiche riguardanti i massicci diboscamenti che si rendevano indispensabili ad ogni revisione del tracciato.

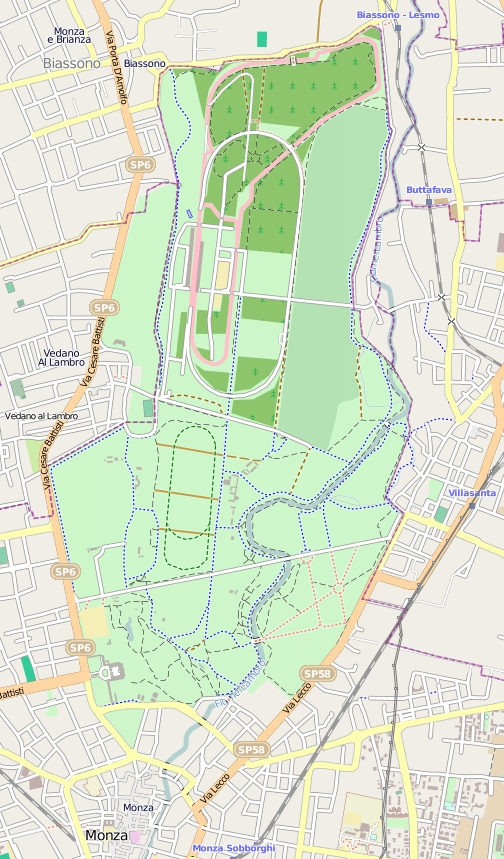
Mappa del parco (2012): si notino l'autodromo e - tratteggiate - le aree precedentemente occupate dall'ippodromo.

### Dalla Seconda guerra mondiale a oggi
Nel 1958 si assistette ad un ulteriore ampliamento dell'impianto golfistico, con la creazione di un campo a ventisette buche e la realizzazione di una nuova club house, ad opera dell'architetto Luigi Vietti. Nel 1976 cadde in disuso l'ippodromo, e nel 1990 un incendio distrusse ciò che rimaneva delle tribune in legno, in seguito demolite insieme alle stalle. Sempre negli anni settanta ripresero le polemiche da parte degli ambientalisti, quando nuove modifiche alla pista dell'autodromo, eseguite per ragioni di sicurezza, richiesero il taglio di nuovi alberi. Vennero inoltre costruiti i nuovi box, in deroga ai vincoli ambientali sul Parco. Gruppi ambientalisti si mobilitarono e tentarono di bloccare i lavori. La situazione si ripeté nel 1994-1995, quando l'ampliamento delle vie di fuga di alcune curve richiedeva il taglio di circa 500 alberi. Si trovò alla fine un compromesso che ridusse il numero a circa 100, con modifiche alle curve interessate per ridurne le velocità di percorrenza.
Anche il campo da golf è oggetto di pesanti critiche da parte degli ambientalisti e del pubblico in generale, che ritengono ingiusto che un'area pari a circa un settimo del Parco sia assegnata in concessione esclusiva ad un circolo privato (il Golf Club Milano) che conta circa solo 900 soci, impedendo ad altri visitatori l'accesso. Tra il 1995 e il 2006 sono state fatte due petizioni per la chiusura dell'impianto.
Con la Legge regionale 40/1995 che autorizzava gli interventi per l'Autodromo, fu anche approvato, a compensazione di tali interventi, un "Piano per la Rinascita del Parco di Monza", la cui attuazione, benché parziale, ha segnato una inversione del processo di degrado del Parco che ha caratterizzato il secolo scorso. Grazie a questo Piano è stato eliminato l'ippodromo, recuperando in tal modo la vista delle montagne lombarde dal ricreato prato del Mirabello. È stato rifatto il Viale dei Carpini che di nuovo attraversa questo prato ricollegando le Ville Mirabello e Mirabellino. Sono stati recuperati la Collinetta di Vedano e il Belvedere della Valle dei Sospiri. Sono stati ripiantumati i Viali dei Tigli e degli Ippocastani oltre il Ponte delle Catene, ricostituendo in tal modo il cannocchiale che dalla Villa si estende verso est (idealmente verso Vienna). Una parte importante del patrimonio arboreo è stata restaurata.

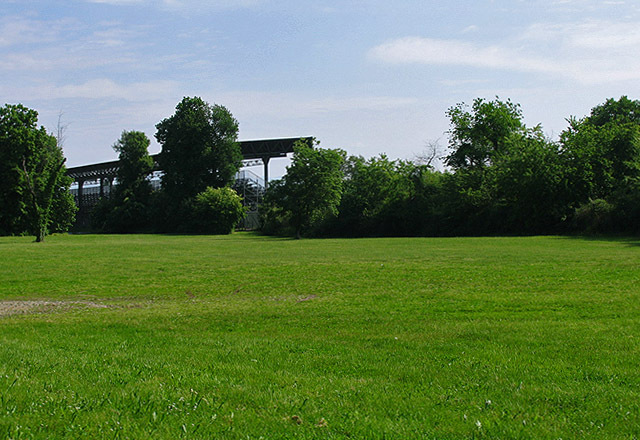
uno scorcio del Parco di Monza, sullo sfondo si nota la tribuna centrale dell'autodromo

### Gestione del complesso monumentale Reggia di Monza
Il Consorzio di gestione è stato costituito il 20 luglio 2009, ai sensi degli art. 112 e 115 del D.Lgs. 22 gennaio 2004, n. 42], recante il “Codice dei beni culturali e del Paesaggio", per valorizzare la Reggia di Monza, con la sua Villa Reale, i Giardini Reali ed il Parco, realizzandone il restauro e garantendone la conservazione programmata, in vista di un miglioramento della fruizione pubblica.
Esso ha avviato le sue attività il 9 settembre 2009 ed è formato dalle istituzioni proprietarie delle varie sezioni della Villa e del Parco: lo Stato (Ministero per i Beni e le attività culturali e turismo), la Regione Lombardia, il Comune di Monza e il Comune di Milano. Pur non avendo proprietà all'interno del complesso monumentale, hanno aderito fin dalle sue origini la Camera di Commercio di Monza e della Brianza e la Provincia di Monza e della Brianza; nel 2014 ha fatto il suo ingresso nella governance del Consorzio anche Confindustria Monza e Brianza.
Dal 1º gennaio 2012 ciascuna delle istituzioni proprietarie ha conferito in gestione al Consorzio i beni in suo possesso presenti nella Villa e nel Parco, per favorire un approccio unitario ed integrato alla valorizzazione del grande complesso monumentale.

## Il sistema dei viali e dei cannocchiali prospettici

### Interni al parco
- Viale di Vedano (asse Est-Ovest zona centrale)
- Viale dei Carpini (già viale dei Carpani) - Si estende in rettifilo per 400 metri dalla villa Mirabello (ad est) alla villa Mirabellino (ad ovest). Distrutto con la realizzazione dell'ippodromo del Mirabello nel 1924, è stato recentemente ripristinato.
- Viale Cavriga (già viale delle Roveri) - Si estende in rettifilo per 2,2 km dalla porta di Monza sul lato ovest (sita poco a nord della Villa Reale) alla porta di Villasanta sul lato est, attraversando così da parte a parte - in modo leggermente obliquo - la zona sud del Parco. Costituì al tempo un importantissimo intervento di viabilità, capace di garantire un collegamento stradale praticabile e regolare fra i comuni a nord di Monza, le cui strade si limitavano ad essere sentieri campestri, difficilmente percorribili anche per via della scarsità di ponti. Attraversa infatti il Lambro col ponte Cavriga. In origine era fiancheggiato da un doppio filare di roveri, sostituite con platani nel corso degli anni trenta.
- Viale Mirabello (Asse Nord-Sud)
- Viale Mirabellino
- Viale dei Tigli
- Viale delle Noci - Si estendeva in rettifilo per 3,5 km da viale Cavriga (a sud) all'estremità settentrionale del parco, passando per il rondò della Stella, scomparso con la costruzione dell'autodromo.
- Rondò della Stella (o dei Carpini) - Si trovava lungo il viale delle Noci ed era il punto in cui avevano origine altri quattro viali prospettici (oltre al suddetto viale), che culminavano visivamente verso altrettante architetture interne ed esterne al parco. Aveva la forma di una piazza poligonale; isolato con la creazione dell'autodromo, risulta ancora tutto sommato riconoscibile nella sua forma.

### Esterni al parco
- Viale Cesare Battisti - Si estende su due carreggiate separate da un grande prato rettangolare delimitato da siepi che ne impediscono l'accesso ai pedoni, per 1,4 km dal rondò dei Pini (ad ovest) alla Villa Reale (ad est). È il più importante dei viali prospettici afferenti al parco e alla villa, collegando quest'ultima col viale alberato che aveva principio al rondò di Loreto, a Milano. Inoltre il viale si caratterizza per il fatto che (partendo dal rondò dei Pini) si può vedere sulla destra, dapprima la vecchia Stazione Reale e poi, quasi alla fine del viale, sempre sulla destra, uno scorcio prospettico dell'imponente Cappella Espiatoria.

## Il muro del Parco e il sistema degli accessi
Il muro di recinzione del Parco venne eretto a cura del Canonica nel 1808 coi resti dei materiali residui provenienti dalle vecchie mura di Monza. Lungo oltre 14 km, aveva il doppio compito di definire fisicamente i confini delle aree ad uso della Villa Reale e al tempo stesso di tenere al suo esterno chi non doveva averne accesso, anche per ragioni di sicurezza; non solo per questione di sicurezza personale di Eugenio di Beauharnais o di chi altro usufruiva del complesso, ma per la sicurezza stessa di chiunque sarebbe entrato incurante nelle proprietà, adibite comunque a tenuta di caccia. La prima apertura al pubblico del parco si sarebbe avuta infatti soltanto nel 1818, con l'insediamento di Ranieri Giuseppe d'Asburgo-Lorena.

## Architetture

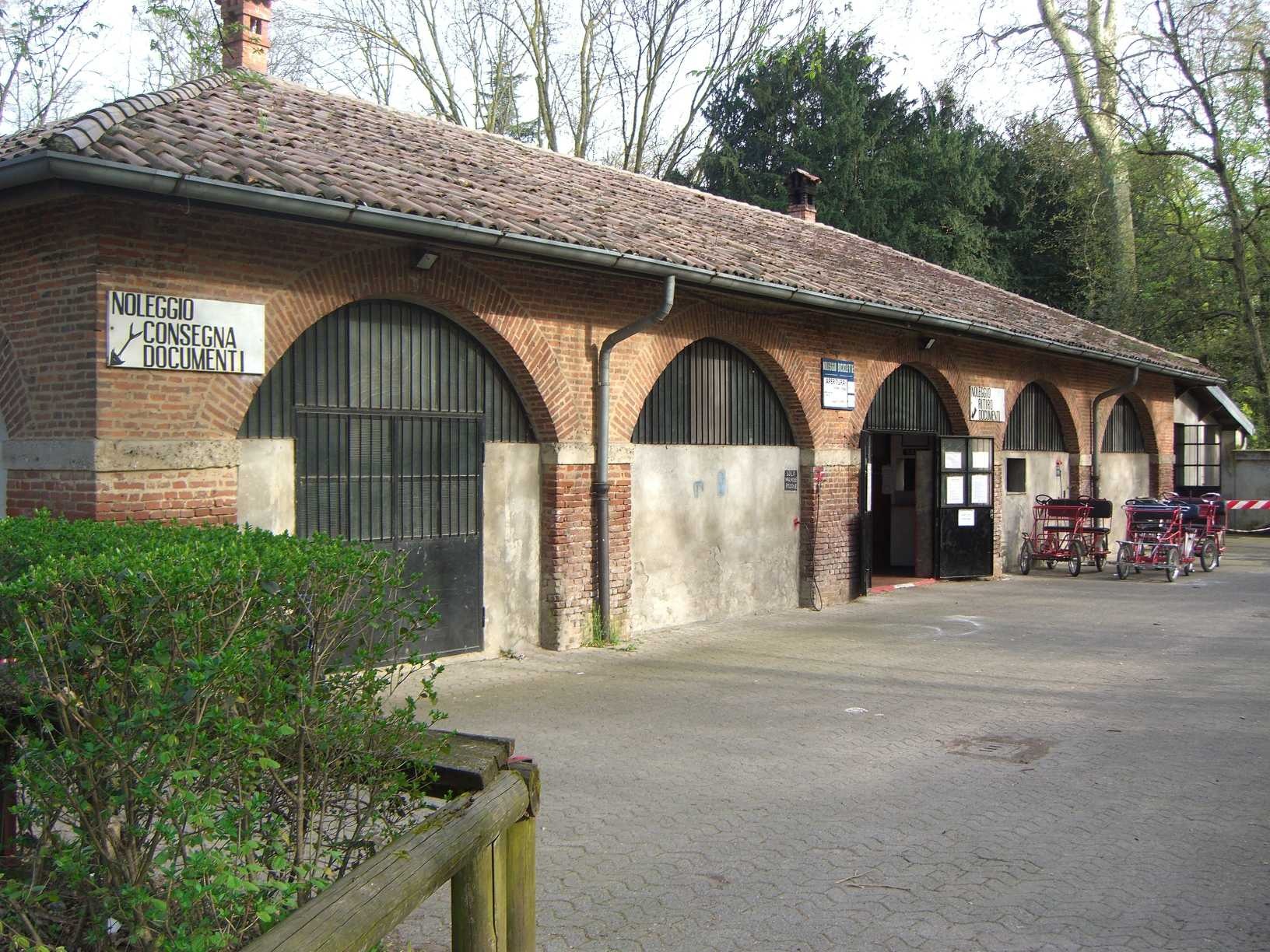
Cascina Bastia

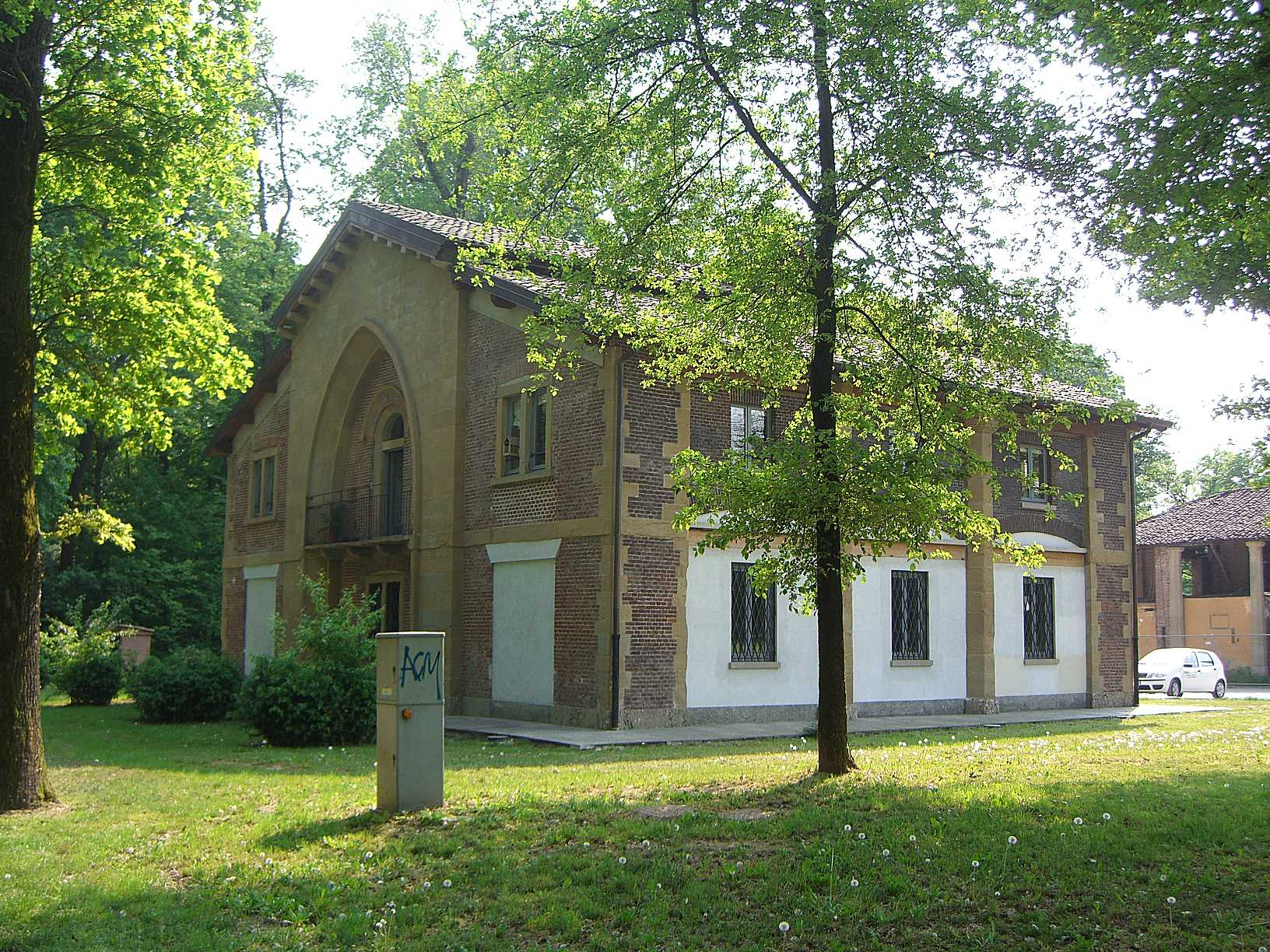
Cascina Fontana

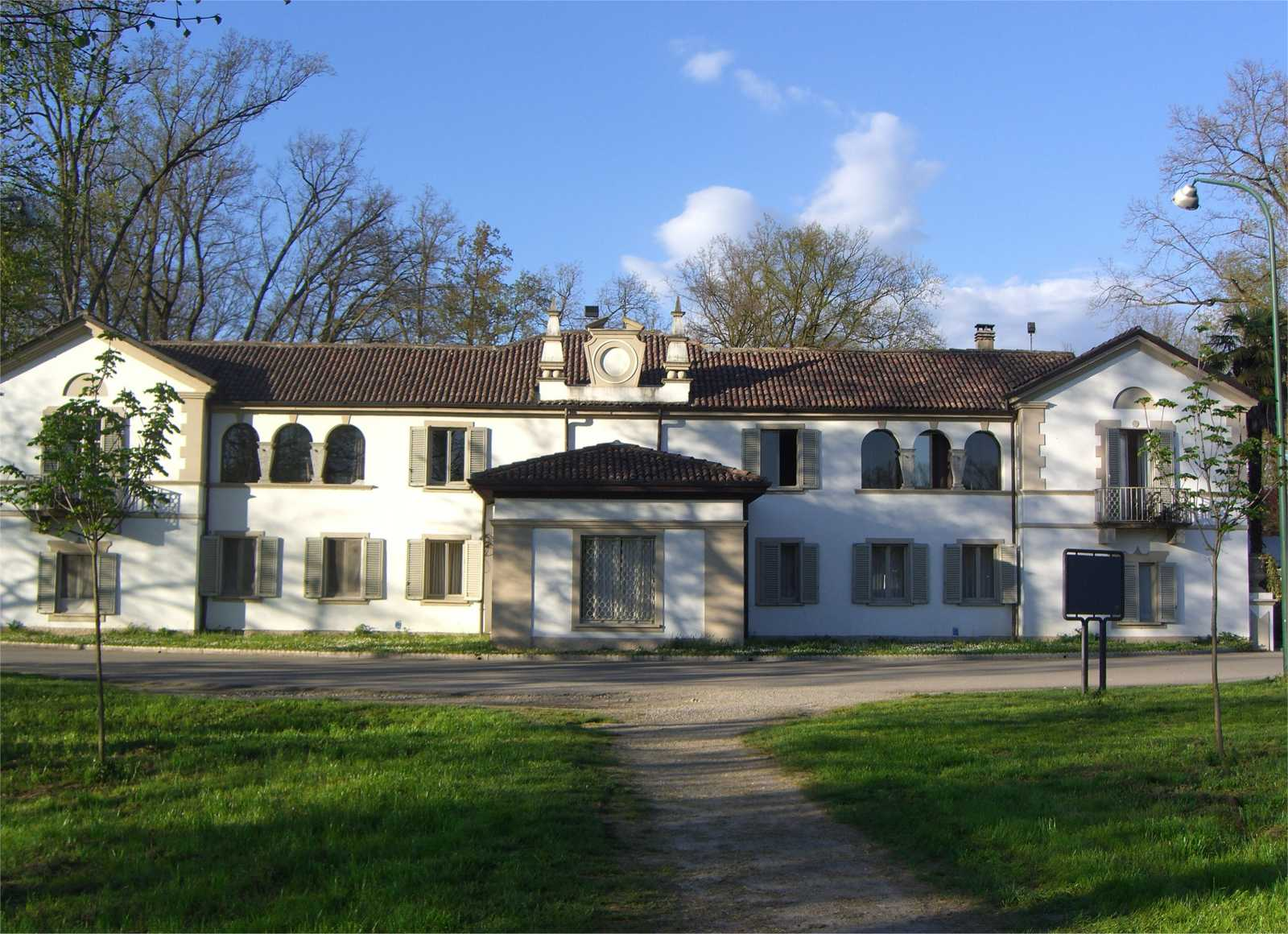
Fagianaia Reale

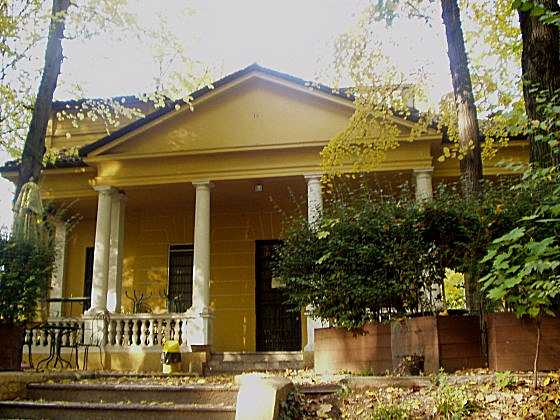
Padiglione Cavriga

Il parco di Monza è ricco di edifici dal valore architettonico, in particolare cascine, alcune in uso mentre altre abbandonate, fra questi si possono citare:
- Cascina Bastia
- Cascina Casalta
- Cascina Cattabrega
- Cascina Cernuschi
- Cascina Costa Alta
- Cascina Costa Bassa
- Cascina Fontana
- Cascina del Forno
- Cascina del Sole
- Cascina Frutteto
- Cascina San Fedele
- Fagianaia reale (ora Ristorante Saint Georges Premier)
- Mulini Asciutti
- Mulino del Cantone
- Mulini San Giorgio
- Padiglione Cavriga
- Serraglio dei Cervi

### Installazioni
Voliera per umani
Voliera per umani è un'installazione permanente collocata nei pressi della Cascina Cernuschi, nella zona retrostante la Valle dei Sospiri. Opera di Giuliano Mauri, è stata inaugurata il 26 novembre 2006, realizzata con materiali provenienti esclusivamente dall'interno del parco, volti a comporre un ambiente a punta circolare, una sorta di cupolone simile a una gabbia aperta di grandi dimensioni. La Voliera è stata però smantellata nel 2013 perché rovinata dalle numerose intemperie.
Lo scrittore
L'installazione, opera dello scultore Giancarlo Neri, è stata collocata nel Parco in occasione del suo duecentesimo anniversario, nel 2008. In precedenza era già stata esposta a Villa Ada, a Roma, e successivamente ad Hampstead Heath, a Londra. Come spiega lo stesso autore, l'installazione celebrerebbe la solitudine dello scrittore, simboleggiando il processo creativo della scrittura, che obbliga lo scrittore ad un isolamento generale dal mondo circostante; così facendo, egli rimane solo al tavolo su cui lavora. Da qui l'imponenza della scultura, costituita da una sedia e da un tavolo realizzati fuori scala e inseriti negli spazi aperti del parco.

## Impianti sportivi e altri luoghi d'interesse
Nel parco ci sono molte zone giochi e la possibilità di noleggiare bici per compiere rilassanti giri tra i viali alberati.
È inoltre presente l'Autodromo di Monza, un importante circuito automobilistico che dal 1950 ospita il Gran Premio D'Italia.

## Flora
Storicamente erano attestate, grazie all'opera di Luigi Villoresi, numerose specie vegetali, sia autoctone, sia esotiche; al tempo erano addirittura attestate 43 specie di Quercus, 30 di Fraxinus, 22 di Prunus e 16 di magnolia. Al giorno d'oggi, pur avendo perso gran parte dell'originaria fisionomia, il Parco conserva una buona varietà arborea, particolarmente significativa e importante, se contestualizzata nel panorama quasi interamente urbanizzato di Monza e dei comuni subito a nord di quest'ultima. Particolarmente significativa inoltre la presenza del Bosco Bello, una delle ultime testimonianze delle antiche foreste di pianura presenti in Lombardia, circoscritta tuttavia nell'area nord del Parco, ripetutamente compromessa per via dell'Autodromo e dei relativi continui interventi di diboscamento.
Fra le specie più caratteristiche e maggiormente diffuse nel parco si citano il Carpino bianco (Carpinus betulus), l'Ippocastano (Aesculus hippocastanum), il Liriodendro (Liriodendron tulipifera), varie specie di Platano, il Ciliegio selvatico (Prunus avium) e il Tiglio (Tilia cordata); fra gli arbusti il Biancospino (Crataegus monogyna), il Corniolo (Cornus mas) e l'Evonimo (Euonymus europaeus).

## Fauna

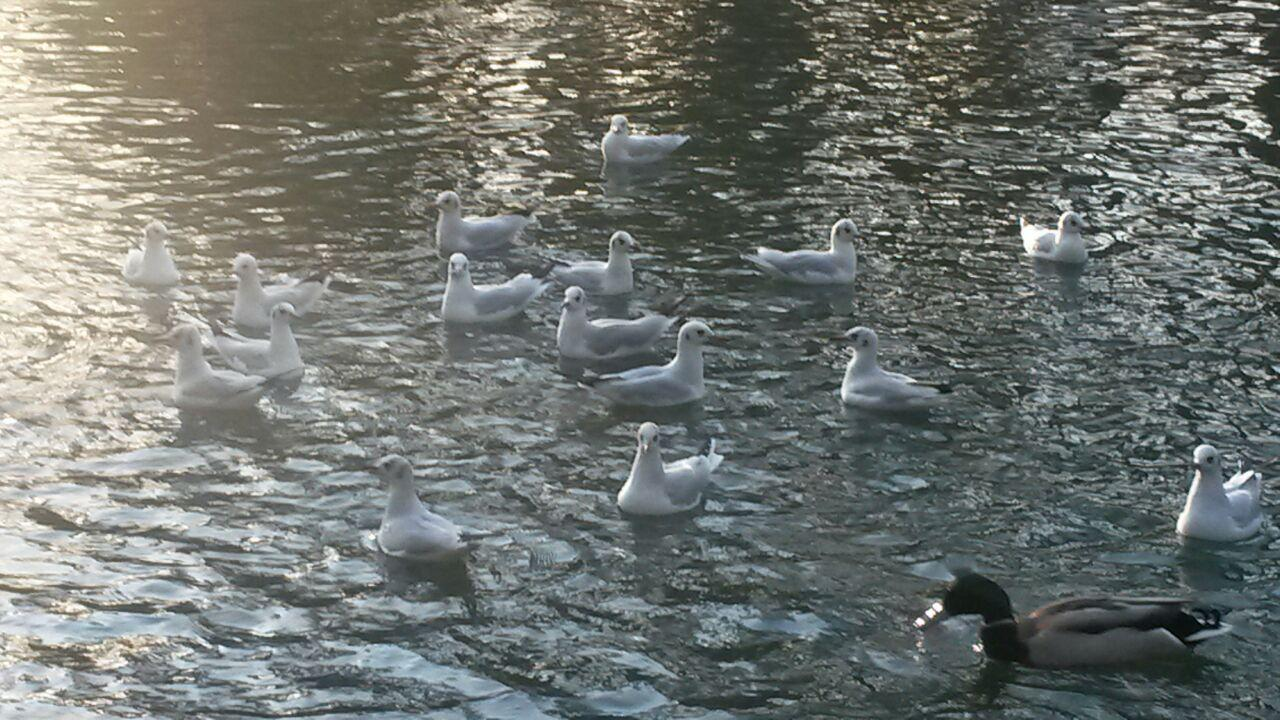
Gabbiani al Parco di Monza nel gennaio 2015

Cessata la funzione di riserva reale di caccia e la successiva di tenuta agricolo modello, il Parco vanta attualmente un discreto numero di specie animali spontanee, ai quali vanno aggiunte le specie allevate, in particolar modo bovine (Mulini San Giorgio) ed equine (Mulini San Giorgio e Cascina Cernuschi, tuttora utilizzata come caserma dei Carabinieri a cavallo). Importante, nel cinquantennio di attività, anche l'allevamento di cavalli dell'Ippodromo del Mirabello, attivo fino al 1976. Uno studio condotto da ricercatori dell'Università di Pavia unitamente al Museo di storia naturale di Milano hanno individuato una sorprendente varietà di mammiferi, uccelli, rettili, anfibi e pesci, che contribuiscono ad aumentare sensibilmente l'importanza e il valore di quest'area verde.
La fauna del Parco è costituita per la maggiore dallo scoiattolo rosso (Sciurus vulgaris), dalla lepre europea (Lepus europaeus), dal ghiro (Glis glis), dalla talpa europea (Talpa europaea), dalla volpe rossa (Vulpes vulpes), dal coniglio selvatico (Oryctolagus cuniculus) e dal riccio comune (Erinaceus europaeus), per quanto riguarda i mammiferi; dal picchio rosso maggiore (Dendrocopus major), dal picchio verde (Picus viridis) e dal picchio muratore (Sitta europea), per quanto riguarda i picchi, dall'anatra mandarina (Aix galericulata), dal germano reale (Anas platyrhyncos), dalla nitticora (Nycticorax nycticorax), dal martin pescatore (Alcedo atthis) e dall'airone cenerino (Ardea cinerea), per quanto riguarda gli uccelli acquatici, dalla poiana (Buteo buteo), dall'allocco (Strix aluco), dal gufo comune (Asio otus), nei mesi invernali dal gabbiano (Laridae), dalla civetta (Athene noctua) e dal gheppio (Falco tinnunculus), per quanto riguarda gli uccelli rapaci; dal ramarro (Lacerta bilineata) e dal colubro d'Esculapio (Elaphe longissima), per quanto riguarda i rettili; dalla rana di Lateste (Rana latastei), dal tritone crestato italiano (Triturus carnifex) e dal rospo smeraldino (Bufo viridis), per quanto riguarda gli anfibi; dalla carpa comune e dal cavedano, per quanto riguarda i pesci.

## Accessibilità e trasporti

Un tram a due piani sulla tranvia Milano-Monza, nel 1912, in viale Brianza, nei pressi della Villa Reale e del Regio Parco.

Storicamente la Villa Reale e il suo Parco erano serviti da una stazione ad uso esclusivo del Re e della sua famiglia, posta sul tracciato della ferrovia Milano-Chiasso. La stazione, aperta nel 1884, sorgeva sul prolungamento della storica Milano-Monza (attiva dal 1840), che sottopassava il lungo viale prospettico della Villa (oggi viale Cesare Battisti), senza pertanto intaccarne la visuale, interrompendone la prospettiva. La stazione, che conserva ancora oggi intatta la saletta reale d'aspetto, venne impiegata per l'ultima volta per trasportare a Roma la salma del re Umberto I, l'8 agosto 1900.
Il 1900 fu anche l'anno del prolungamento della storica tranvia Milano-Monza dall'Arengario al Parco, già toccato dal 1890 dalla linea per Carate. In seguito alla costruzione dell'Autodromo e dell'Ippodromo del Mirabello nel 1924 si pensò di prolungare il tracciato tramviario fino al cosiddetto anello di Vedano, un tronco di linea istituito per i servizi specifici a servizio dei due impianti sportivi (attivo dall'anno successivo). Nel 1956 venne avviato un servizio automobilistico fra Monza e Vedano, prolungato l'anno successivo a Giussano: gli autobus, che correvano paralleli al tram, ne avrebbero decretato a breve la fine. Il servizio tranviario sarebbe infatti cessato nel 1958 sulla Milano-Monza e nel 1960 sulla Monza-Carate.
Oggi il Parco di Monza è ampiamente servito dalle linee z204 (Taccona-Monza-Vedano) e z208 (San Fruttuoso-Monza-Villasanta/Arcore) del servizio urbano (attualmente gestito dalla Nord Est Trasporti) e dalla linea z221 (Sesto-Monza-Carate-Giussano) del servizio extraurbano (gestito dalla Brianza Trasporti - AGI). Si segnala infine la vicinanza della stazione di Biassono-Lesmo Parco (attiva dal 1911), posta all'estremità nord-occidentale del Parco, lungo la ferrovia Monza-Molteno-Lecco.

## Concerti ed eventi

### Concerti
Alcuni recenti concerti organizzati nel parco o nel giardino della Villa Reale:
- Pink Floyd: 20 maggio 1989
- Radiohead: 18 e 19 giugno 2000
- Enrico Ruggeri: 1º luglio 2009
- Laura Pausini: 3 luglio 2009
- Cristiano De André: 15 luglio 2010
- Carmen Consoli: 20 luglio 2010
- Roberto Vecchioni: 19 giugno 2011
- Emma: 26 giugno 2011
- Cesare Cremonini: 10 luglio 2011
- Franco Battiato: 20 luglio 2011
- Brianza Rock Festival 2014-15-16-17
- Manu Chao: 20 giugno 2015
- Gods of Metal: 2 giugno 2016
- I-Days 2016: dal 8 al 10 luglio 2016
- Acceleration
- Luciano Ligabue: 24 e 25 settembre 2016
- I-Days 2017: dal 15 al 18 giugno 2017
- Bruce Springsteen: 25 luglio 2023

### Eventi
Alcuni eventi sono stati organizzati nel parco tra cui la visita di Papa Francesco, che ha attirato circa un milione di persone.
La cronometro dell'ultima tappa del 100º Giro d'Italia è partita dall'autodromo per poi attraversare il parco.

### Fonti
1. ↑   Il Parco voluto da Giuseppina Bonaparte, su reggiadimonza.it. URL consultato il 14 giugno 2023.
2. ↑  (FR) UN MUR D’ENCEINTE DE 32 KILOMÈTRES, su chambord.org. URL consultato il 14 giugno 2023.
3. ↑   Parco della Mandria, su lavenaria.it. URL consultato il 14 giugno 2023.
4. ↑   Significato e valore storico e artistico del Parco, su parcomonza.org. URL consultato il 14 giugno 2023.
5. ↑   La Villa Reale e il Parco di Monza, su regione.lombardia.it. URL consultato il 14 giugno 2023.
6. ↑   Cenni alla storia del parco, su lombardiabeniculturali.it. URL consultato il 14 giugno 2023.
7. ↑  Francesco Rephisti, La formazione di un parco: Monza 1805, ne I Quaderni della Brianza, 1989, n° 67 - pp. 33-36
8. ↑  Cinzia Cremonini, Il viceré Eugenio Beauharnais a Monza e la fondazione del parco (1805-1813), in Francesco De Giacomi (a cura di), Le ville Mirabello e Mirabellino nel parco reale di Monza, Silvana Editoriale, Cinisello Balsamo, 2006 - pp. 32-36
9. ↑  Notifica del 1º novembre 1872, da parte della Intendenza della Casa di Sua Altezza Reale il Principe di Piemonte e successiva delibera consigliare del Comune di Biassono del 23 novembre 1872.
10. ↑   Regio Decreto 29 novembre 1928 (PNG), su museobiassono.it.
11. ↑  Luigi Mabil, Teoria dell'arte de' Giardini, Bassano, 1801
12. ↑  Ercole Silva, Dell'Arte de' Giardini Inglesi, Pietro e Giuseppe Vallardi, Milano, 1801
13. ↑  Consorzio Villa Reale e Parco di Monza - Arte nel Parco: Voliera per umani Archiviato il 22 agosto 2013 in Internet Archive.
14. ↑  Consorzio Villa Reale e Parco di Monza - Arte nel Parco: Lo scrittore Archiviato il 21 ottobre 2012 in Internet Archive.
15. ↑  Consorzio Villa Reale e Parco di Monza - Flora Archiviato il 25 settembre 2012 in Internet Archive.
16. ↑  Consorzio Villa Reale e Parco di Monza - Flora: gli alberi Archiviato il 13 marzo 2014 in Internet Archive.
17. ↑  Consorzio Villa Reale e Parco di Monza - Flora: gli arbusti Archiviato il 13 marzo 2014 in Internet Archive.
18. ↑   Edoardo Melzi, Gli animali del Parco di Monza, su parcomonza.org. URL consultato l'11 settembre 2012 (archiviato dall'url originale il 19 ottobre 2012).
19. ↑  Consorzio Villa Reale e Parco di Monza - Fauna Archiviato il 29 settembre 2012 in Internet Archive.
20. ↑  Consorzio Villa Reale e Parco di Monza - Fauna: i mammiferi Archiviato il 13 marzo 2014 in Internet Archive.
21. 1 2 3  Consorzio Villa Reale e Parco di Monza - Fauna: i volatili Archiviato il 13 marzo 2014 in Internet Archive.
22. 1 2 3  Consorzio Villa Reale e Parco di Monza - Fauna: i pesci, gli anfibi e i rettili Archiviato il 13 marzo 2014 in Internet Archive.
23. ↑  Cornolò (1980), pp. 77-80.
24. ↑  Zanin (2009), pp. 63-65.
25. ↑  Zanin (2009), p. 44.
26. ↑  Secondo il Cornolò (1980), la Monza-Carate fu costruita nel 1888 e aperta all'esercizio il 20 giugno del medesimo anno. Cfr. Cornolò (1980), p. 43 e p.341
27. ↑  Cornolò (1980), p. 152.
28. ↑  Zanin (2009), p. 147.
29. ↑   Nord Est Trasporti (orari e percorsi), su nordesttrasporti.it. URL consultato il 20 settembre 2012 (archiviato dall'url originale il 21 febbraio 2009).
30. ↑   AGI - Brianza Trasporti (orari e percorsi), su brianzatrasporti.it. URL consultato il 20 settembre 2012 (archiviato dall'url originale il 17 settembre 2012).